# Ewangeliarz Ostromira

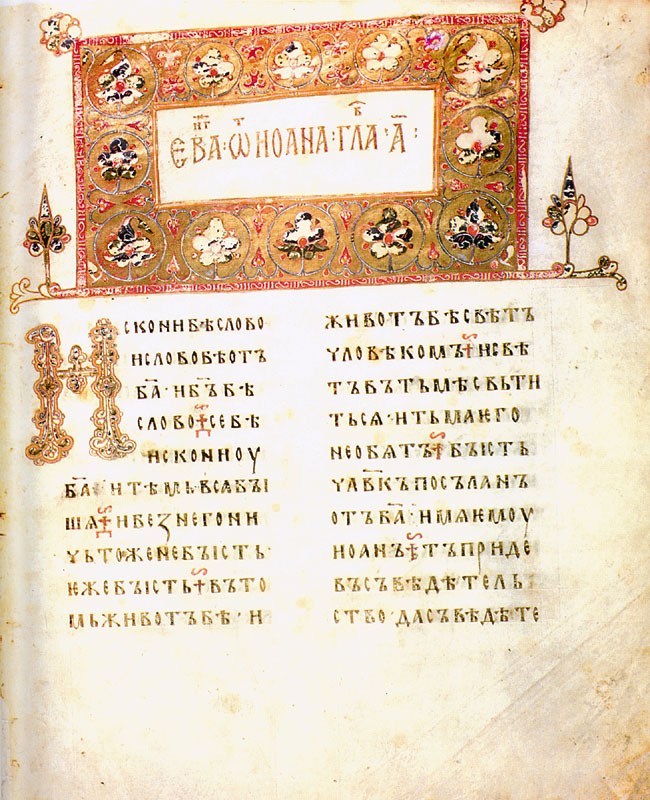
Karta z Ewangeliarza Ostromira

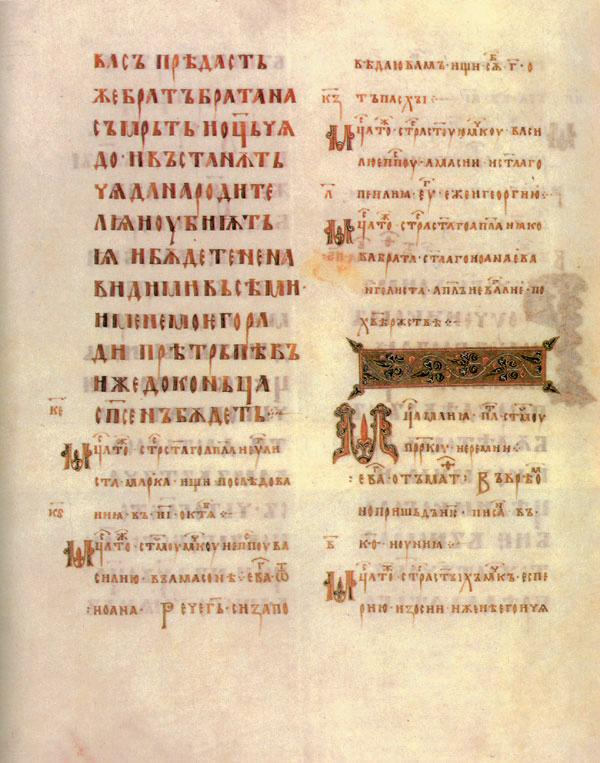
Karta z Ewangeliarza Ostromira

Ewangeliarz Ostromira (ros. Остромирово евангелие) – jeden z najcenniejszych zabytków piśmiennictwa staroruskiego powstały w latach 1056–1057. Spisana w języku staro-cerkiewno-słowiańskim księga liturgiczna zawierająca fragmenty Ewangelii na wszystkie dni roku liturgicznego. Ewangeliarz Ostromira jest drugim najstarszym po Kodeksie Nowogrodzkim rękopisem ruskim i aż do odnalezienia w 2000 roku Kodeksu Nowogrodzkiego uchodził za najstarszy. Ewangeliarz Ostromira został po raz pierwszy opublikowany w 1846 roku w Petersburgu.
W roku 2011 został wpisany na listę UNESCO Pamięć Świata.

## Historia
Ewangeliarz powstał na zamówienie posadnika nowogrodzkiego Ostromira, jednego z najbliższych ludzi księcia Izjasława, syna Jarosława Mądrego. Skryba, diakon Grigorij, na ostatniej stronie dzieła zaznaczył czas pracy nad ewangeliarzem: 21 października 1056 – 12 maja 1057. Ewangeliarz miał być darem Ostromira dla Soboru Sofijskiego w Nowogrodzie.
Następna wzmianka o Ewangeliarzu pojawia się dopiero w XVIII wieku – wtedy dzieło znajdowało się już w jednej z cerkwi moskiewskiego Kremla. W 1720 roku Piotr I kazał przesłać Ewangeliarz do Petersburga. Car Aleksander I przekazał zabytek Bibliotece Publicznej w Petersburgu, gdzie znajduje się on do dziś. W 1988 r. z okazji tysiąclecia chrztu Rusi światło dzienne ujrzało jego wydanie faksymilne.

## Przedmiot badań
Od czasu znalezienia się w petersburskiej Bibliotece Publicznej, Ewangeliarz stał się przedmiotem wielu badań, m.in. paleograficznych i lingwistycznych. Jednymi z pierwszych jego badaczy byli m.in. N.P. Rumiancew, metropolita Eugeniusz (Bołchowitinow) oraz N.M. Karamzin. W 1843 r. powstało jedyne naukowe wydanie Ewangeliarza wraz z obszernym komentarzem gramatycznym, autorstwa A.Ch. Wostokowa. Ewangeliarz jest uważany za zabytek mający ogromne znaczenie dla językoznawstwa, a także historii sztuki i kultury Rusi połowy XI wieku.

## Dzieło sztuki
Chociaż Ewangeliarz powstał w niecałe 70 lat po przyjęciu chrześcijaństwa na Rusi, jakość kaligrafii i oprawy artystycznej świadczy o szybkim rozwoju sztuki piśmienniczej na Starej Rusi. Zabytek napisany został na wysokiej jakości pergaminie, uroczystym, ozdobnym pismem zwanym ustawem. Znajdują się w nim m.in. trzy przedstawienia ewangelistów (Jana, Łukasza i Marka), bogato zdobione są też początkowe litery każdego z rozdziałów. Do ornamentacji użyto jaskrawych kolorów oraz czystego złota.